# Sélections olympiques américaines d'athlétisme 2016
Navigation
Championnats 2015 Championnats 2017
Les Sélections olympiques américaines d'athlétisme 2016 se déroulent du 1er au 10 juillet 2016 à Eugene et constituent également les championnats des États-Unis, séniors et juniors. Elles se déroulent pour la 6e fois au Hayward Field dans cette ville (5e fois pour les épreuves féminines).
Pour les épreuves du marathon et du 50 km marche, les sélections américaines se déroulent le 13 février 2016 à Los Angeles (marathon) et le 21 février à Santee (marche). Celles du 20 km marche se déroulent le 30 juin 2016 à Salem (Oregon).

## Résultats

### Hommes
| Épreuves                     | Or                                | Argent                                 | Bronze                             |
| 100 m Vent : + 1,6 m/s       | Justin Gatlin 9 s 80 (WL)         | Trayvon Bromell 9 s 84 SB              | Marvin Bracy 9 s 98                |
| 200 m Vent : + 1,6 m/s       | Justin Gatlin 19 s 75             | LaShawn Merritt 19 s 79                | Ameer Webb 20 s 00                 |
| 400 m                        | LaShawn Merritt 43 s 97 (WL)      | Gil Roberts 44 s 73                    | David Verburg 44 s 82              |
| 800 m                        | Clayton Murphy 1 min 44 s 76      | Boris Berian 1 min 44 s 92             | Charles Jock 1 min 45 s 48         |
| 1 500 m                      | Matthew Centrowitz 3 min 34 s 09  | Robby Andrews 3 min 34 s 88            | Ben Blankenship 3 min 36 s 18      |
| 5 000 m                      | Bernard Lagat 13 min 35 s 50      | Hassan Mead 13 min 35 s 70             | Paul Chelimo 13 min 35 s 92        |
| 10 000 m                     | Galen Rupp 27 min 55 s 04         | Shadrack Kipchirchir 28 min 1 s 52     | Leonard Essau Korir 28 min 16 s 97 |
| 3 000 m steeple              | Evan Jager 8 min 22 s 48          | Hillary Bor 8 min 24 s 10              | Donn Cabral 8 min 26 s 37          |
| 20 km marche                 | John Nunn 1 h 25 min 37 s         | Trevor Barron 1 h 27 min 28 s          | Nick Christie 1 h 27 min 44 s      |
| 110 m haies Vent : + 1,0 m/s | Devon Allen 13 s 03               | Ronnie Ash 13 s 21                     | Jeff Porter 13 s 21                |
| 400 m haies                  | Kerron Clement 48 s 50            | Byron Robinson 48 s 79                 | Michael Tinsley 48 s 82            |
| Saut en hauteur              | Erik Kynard 2,29 m                | Kyle Landon 2,26 m                     | Bradley Adkins 2,21 m              |
| Saut à la perche             | Sam Kendricks 5,91 m (CR)         | Cale Simmons 5,65 m                    | Logan Cunningham 5,60 m            |
| Saut en longueur             | Jeff Henderson 8,59 m (+ 2,9 m/s) | Jarrion Lawson 8,58 m (+ 1,8 m/s) (WL) | Will Claye 8,42 m (+ 5,0 m/s)      |
| Triple saut                  | Will Claye 17,65 m (+ 2,0 m/s)    | Christian Taylor 17,39 m (- 0,8 m/s)   | Chris Benard 17,21 m (- 0,9 m/s)   |
| Poids                        | Ryan Crouser 22,11 m PB           | Joe Kovacs 21,95 m                     | Darrell Hill 21,63 m               |
| Disque                       | Mason Finley 63,42 m              | Tavis Bailey 61,57 m                   | Andrew Evans 61,22 m               |
| Marteau                      | Rudy Winkler 76,76 m              | Kibwé Johnson 75,11 m                  | Conor McCullough 74,14 m           |
| Javelot                      | Cyrus Hostetler 83,24 m           | Curtis Thompson 82,88 m                | Riley Dolezal 79,67 m              |
| Décathlon                    | Ashton Eaton 8 750 WL             | Jeremy Taiwo 8 425 PB                  | Zach Ziemek 8 413 PB               |

### Femmes
| Épreuves               | Or                                  | Argent                             | Bronze                           |
| 100 m Vent :           | English Gardner 10 s 74 PB          | Tianna Bartoletta 10 s 78 PB       | Tori Bowie 10 s 78 PB            |
| 200 m Vent : - 0,6 m/s | Tori Bowie 22 s 25                  | Deajah Stevens 22 s 30             | Jenna Prandini 22 s 53           |
| 400 m                  | Allyson Felix 49 s 68 WL            | Phyllis Francis 49 s 94 PB         | Natasha Hastings 50 s 17 SB      |
| 800 m                  | Kate Grace 1 min 59 s 10            | Ajee Wilson 1 min 59 s 51          | Chrishuna Williams 1 min 59 s 59 |
| 1 500 m                | Jennifer Simpson 4 min 4 s 74       | Shannon Rowbury 4 min 5 s 39       | Brenda Martinez 4 min 6 s 16     |
| 5 000 m                | Molly Huddle 15 min 5 s 01          | Shelby Houlihan 15 min 6 s 14      | Kim Conley 15 min 10 s 62        |
| 10 000 m               | Molly Huddle 31 min 41 s 62         | Emily Infeld 31 min 46 s 09        | Marielle Hall 31 min 54 s 77     |
| 3 000 m steeple        | Emma Coburn 9 min 17 s 48           | Courtney Frerichs 9 min 20 s 92 PB | Colleen Quigley 9 min 21 s 29 PB |
| 20 km marche           | Maria Michta-Coffey 1 h 33 min 41 s | Miranda Melville 1 h 34 min 12 s   | Katie Burnett 1 h 41 min 13 s    |
| 100 m haies Vent :     | Brianna Rollins 12 s 34             | Kristi Castlin 12 s 50             | Nia Ali 12 s 55                  |
| 400 m haies            | Dalilah Muhammad 52 s 88            | Ashley Spencer 54 s 02             | Sydney McLaughlin 54 s 15 WJR    |
| Saut en hauteur        | Chaunté Lowe 2,01 m WL              | Vashti Cunningham 1,97 m PB        | Inika McPherson 1,93 m SB        |
| Saut à la perche       | Jenn Suhr 4,80 m                    | Sandi Morris 4,75 m                | Alexis Weeks 4,70 m              |
| Saut en longueur       | Brittney Reese 7,31 m WL,PB         | Tianna Bartoletta 7,02 m SB        | Janay DeLoach 6,93 m SB          |
| Triple saut            | Keturah Orji 14,32 m                | Christina Epps 14,17 m PB          | Andrea Geubelle 13,95 m          |
| Poids                  | Michelle Carter 19,59 m             | Raven Saunders 19,24 m             | Felisha Johnson 19,23 m          |
| Disque                 | Whitney Ashley 62,25 m              | Shelbi Vaughan 60,28 m             | Kelsey Card 60,13 m              |
| Marteau                | Amber Campbell 74,03 m PB           | Gwen Berry 73,09 m                 | Deanna Price 73,09 m PB          |
| Javelot                | Maggie Malone 60,84 m               | Hannah Carson 58.19 m              | Kara Winger 57,90 m              |
| Heptathlon             | Barbara Nwaba 6 494 points          | Heather Miller-Koch 6 423 pts      | Kendell Williams 6 402 pts       |

## Marathon
La sélection, masculine et féminine, se déroule le 13 février 2016 à Los Angeles.
L'épreuve est remportée par Galen Rupp à son premier marathon, en 2 h 11 min 12 s, devant Meb Keflezighi, 2 h 12 min 20 s et Jared Ward, 2 h 13 min 0 s.

## 20 km marche
La sélection se déroule le 30 juin 2016 à Salem, devant le capitole de l'État. Comme sur 50 km en début d'année, c'est encore John Nunn qui l'emporte en 1 h 25 min 36, devant Trevor Barron, 1:27:28 et Nick Christie, 1:27:44.

## 50 km marche
La sélection se déroule le 21 février 2016 à Santee, le dimanche à 7 h du matin, sur un circuit de 1,25 km sur Mast Boulevard, entre Magnolia Ave. et Jeremy Street. Il est remporté par John Nunn en 4 h 3 min 21 s, devant Nick Christie, 4 h 22 min 30 s, et Michael Mannozzi, 4 h 31 min 46 s.